# 和歌山県交通安全協会
一般財団法人和歌山県交通安全協会（わかやまけんこうつうあんぜんきょうかい）は、和歌山県内の地区交通安全協会を統括する交通安全協会。元和歌山県知事所管。

## 概要
和歌山県内の地区交通安全協会を統括する交通安全協会で、和歌山県内での季節単位で開催する交通安全運動をはじめ、自動車・自動二輪車の運転免許更新の伝達・更新事務、申請書や収入証紙の委託販売業務、自転車などに貼る反射シールや車輪のスポークに貼る反射材などの交通安全グッズの頒布、交通安全功労者の表彰及び国や全国法人への表彰推薦などを事業としている。
また、運転技能向上のために直営の和歌山県自動車学校、ソト浜自動車学校、御坊自動車学校、那智勝浦自動車教習所を運営している。

## 地区
- 和歌山北支部
- 和歌山東支部
- 和歌山西支部
- 田辺支部
- かつらぎ支部
- 御坊支部
- 新宮支部
- 橋本支部
- 岩出支部
- 海南支部
- 有田支部
- 湯浅支部
- 白浜支部
- 串本支部